# Márió Zeke
Márió Zeke (Sopron, 1º settembre 2000) è un calciatore ungherese, difensore della Kecskemét.

## Carriera
Cresciuto nel settore giovanile della Győri ETO, debutta in prima squadra il 6 agosto 2017 in occasione dell'incontro di Nemzeti Bajnokság II perso 3-1 contro il Kisvárda.
Nel 2018 viene acquistato dal Fehérvár.

## Statistiche
Statistiche aggiornate al 28 dicembre 2021.

### Presenze e reti nei club
| Stagione        | Squadra         | Campionato      | Campionato | Campionato | Coppe nazionali | Coppe nazionali | Coppe nazionali | Coppe continentali | Coppe continentali | Coppe continentali | Altre coppe | Altre coppe | Altre coppe | Totale | Totale | Totale |
| Stagione        | Squadra         | Comp            | Pres       | Reti       | Comp            | Pres            | Reti            | Comp               | Pres               | Reti               | Comp        | Pres        | Reti        | Pres   | Reti   |        |
| --------------- | --------------- | --------------- | ---------- | ---------- | --------------- | --------------- | --------------- | ------------------ | ------------------ | ------------------ | ----------- | ----------- | ----------- | ------ | ------ | ------ |
| 2017-2018       | Győri ETO       | NB2             | 2          | 0          | CU              | 0               | 0               |                    | -                  | -                  |             | -           | -           | 2      | 0      |        |
| 2019-2020       | Gyirmót         | NB2             | 21         | 1          | CU              | 0               | 0               |                    | -                  | -                  |             | -           | -           | 21     | 1      |        |
| 2020-dic. 2021  | Budaörs         | NB2             | 13         | 0          | CU              | 0               | 0               |                    | -                  | -                  |             | -           | -           | 13     | 0      |        |
| dic. 2020-2021  | Fehérvár        | NB1             | 1          | 0          | CU              | 0               | 0               |                    | -                  | -                  |             | -           | -           | 1      | 0      |        |
| gen.-giu. 2021  | Budafok         | NB1             | 13         | 0          | CU              | 1               | 0               |                    | -                  | -                  |             | -           | -           | 14     | 0      |        |
| 2021-2022       | Gyirmót         | NB1             | 13         | 0          | CU              | 0               | 0               |                    | -                  | -                  |             | -           | -           | 13     | 0      |        |
| Totale carriera | Totale carriera | Totale carriera | 65         | 1          |                 | 1               | 0               |                    | -                  | -                  |             | -           | -           | 66     | 1      |        |